# Fluffy, Fluffy Cinnamoroll
Fluffy, Fluffy Cinnamoroll (ふわふわ シナモン Fuwa Fuwa Shinamon?) es un manga a color escrito e ilustrado por Yumi Tsukirino, basado en una historia original de Chisato Seki. Está dirigido principalmente a niñas de primaria y tiene como protagonista al personaje de Sanrio, Cinnamoroll. La serie se publicó en Japón entre 2005 y 2008 en la revista Pucchigumi.

## Sinopsis
Cinnamoroll es un cachorro que viene de las nubes. Un día, al aprender a volar, decide bajar a la superficie en busca de nuevos amigos, y termina en el Café Cinnamon, donde la dueña le pone su nombre por su cola rizada que parece un rollo de canela. Allí conoce a Mocha, Chiffon, Cappuccino, Milk y Espresso, y juntos comienzan una vida llena de aventuras mágicas. Incluso una nube oscura llamada Cavity parece no poder detener su alegría.
Milk desaparece a través de una puerta misteriosa, y solo Cinnamoroll puede rescatarlo. La historia sigue su esfuerzo por encontrar a su amigo y regresar a tiempo al Café Cinnamon para la hora del té. (Volumen 1)
Una noche, mientras duerme en su cuna, Milk sueña que una nube negra baja del cielo y captura a los cachorros. Al despertar, se siente aliviado al pensar que fue solo una pesadilla...hasta que todo comienza a suceder tal como lo soñó. Esto hace que los demás se pregunten si la cuna de Milk tiene el poder de mostrarle el futuro. (Volumen 2)
Más adelante, los amigos encuentran una piedra tallada dentro del cofre del tesoro de Cinnamoroll, donde se menciona la legendaria Tierra de los Dulces. Motivados por la curiosidad, emprenden un viaje para encontrar ese misterioso lugar. En su camino, descubren una nueva tienda de dulces con una larga fila de personas, lo que los hace preguntarse si finalmente han llegado al sitio indicado. (Volumen 3)
Con el deseo de compartir su dulzura con otros, los cachorros deciden abrir una tienda de crepas en el bosque, pensada especialmente para los animales que viven allí. Sin embargo, pronto descubren que complacer a todos no es tan sencillo: las ardillas solo quieren las nueces, los mapaches lavan cada ingrediente y las gallinas hacen pedidos muy peculiares... como crepas con gusanos. A pesar de los desafíos, no pierden el entusiasmo por hacer sonreír a sus clientes. (Volumen 4)
Tiempo después, los amigos del Café Cinnamon son seleccionados para participar en un prestigioso programa de entrenamiento en la Escuela de los Sueños. Allí se enfrentarán a los talentosos pero competitivos cachorros del Black Café. Para lograr sus objetivos y preparar postres deliciosos, deberán aprender a superar sus diferencias y trabajar en equipo. (Volumen 5)

## Contenido de la obra

### Lista de volúmenes
| Volumen | Fecha de lanzamiento   | ISBN                |
| ------- | ---------------------- | ------------------- |
| 1       | 1 de agosto de 2005    | ISBN 978-4091470812 |
| 2       | 1 de abril de 2006     | ISBN 978-4091401564 |
| 3       | 1 de marzo de 2007     | ISBN 978-4091403346 |
| 4       | 1 de julio de 2007     | ISBN 978-4091403698 |
| 5       | 1 de diciembre de 2007 | ISBN 978-4091404596 |

## Recepción y legado
El éxito de la serie ayudó a aumentar la popularidad de Cinnamoroll, lo que llevó a la producción de una película basada en el personaje. La película Cinnamon the Movie: Nezumi Monogatari, contribuyó a consolidar la presencia de Cinnamoroll dentro del universo de Sanrio.